# Pedro Altamirano
 (avril 2020).
Le contenu est difficilement compréhensible vu les erreurs de traduction, qui sont peut-être dues à l'utilisation d'un logiciel de traduction automatique.
 (avril 2020).
Pedro Altamirano, né à San Rafael del Norte en 1870 et décédé à El Rama en 1937, était un paysan et guérillero nicaraguayen, connu sous le nom de « Pedrón ». Il avait le grade de général de division dans l'Armée Défenseuse de la Souveraineté Nationale (EDSN), et devint Chef d'État-Major de l'EDSN. Il fut reconnu comme le plus important général d'Augusto C. Sandino et l'un des plus loyaux.

## Biographie
Il est né à San Rafael del Norte, en 1870. Descendant d'une famille paysanne, il commence à travailler très tôt comme ouvrier agricole dans des élevages.
Il eut plusieurs enfants avec sa compagne María Pía Altamirano de Altamirano : 
- Melecio Altamirano, Colonel EDSN, assassiné avec son père ;
- Juan Ange Altamirano, également assassiné avec son père ;
- Maximal Altamirano, soldat et guitariste du EDSN ;
- Victorina Altamirano ;
- Encarnación Altamirano ;
- Candelario Altamirano ;
- Santiago Altamirano « Chano » ;
- Pedro Ramón Altamirano « Pedrito ».

## Guerre contre l'intervention américaine
En 1927, à 57 ans, il intégra la Guerre contre l'intervention américaine (1927-1933) comme soldat du EDSN (la lutte nationale contre l'occupation militaire américaine, entreprise par Augusto C. Sandino depuis les montagnes de Nueva Segovia).
Il n'avait aucune connaissance tactique ni de stratégie militaire, mais il apprit rapidement. Il était analphabète, mais, entre plusieurs missions combatives, il apprit à lire et à écrire.

Alors que l'écrivain José Román Orozco lui rend visite dans son campement, le Général Augusto C. Sandino dit à son propos :

« Pendant les aléas de la lutte et malgré son âge, seulement parce que je le lui ai ordonné, Altamirano apprit à lire, en bégayant, et à écrire. Mais il a beaucoup progressé et maintenant, étonnez-vous, il sait aussi écrire à la machine, mais avec un doigt seulement. »

### Chef expéditionnaire
Il dirigea la première Colonne expéditionnaire, des sept colonnes qui conformaient le EDSN, avec des opérations dans les territoires de Jinotega, Matagalpa, Chontales et la région entre Bluefields et Le Branche.
Il démontra son habileté à la survie dans les montagnes, sa créativité en camouflage, sa furtivité dans ses mouvements et dans le déplacement de ses troupes, ce que lui donna de la force et de la certitude dans chacune de ses actions militaires. Il participa et dirigea d'importants combats, attaques et embuscades, démontrant ainsi une grande capacité et habilité dans la lutte contre l'intervention militaire américaine. Il apporta à l'organisation, réalisation et effectivité dans les embuscades.

### Commandant Général
Il prit le commandement de l'EDSN lors du voyage de Sandino aux États-Unis Mexicains de 1929 à 1930. Il fut alors hôte du Gouvernement de Emilio Portes Gil.

### Général de Division
Le 6 mai 1931, le chef du EDSN lui attribue le grade de Général de Division. 
Les actions militaires les plus remarquables qu'il ait dirigé sont les suivantes : le combat de Saraguasca (le 19 juin 1930) et celui de Matiguás, ainsi que ceux de La Libertad, de Santo Domingo et d'El Jabalí, dans le département de Chontales, en 1931.

### Chef d'État-Major
Après la signature de la « Convention de Paix » du 20 janvier 1933 entre le Président Juan Bautista Sacasa et le Général Sandino, le Général Altamirano assuma la charge de Chef d'État-Major du EDSN.

## Guerre contre la Garde Nationale
À la suite de l'assassinat du Général Sandino et de ses Généraux Francisco Estrada et Juan Pablo Umanzor, et de la mort au combat du Colonel Socrate Sandino, le 21 février 1934, Altamirano et ses hommes rejoignent les montagnes de Matagalpa, Chontales et la région entre Bluefields et El Rama, qu'il connaissait bien et où il avait un large soutien chez les paysans, commençant ainsi la Guerre contre la Garde nationale, passée sous le commandement d'Anastasio Somoza García.

## Assassinat
Un matin de l'an de 1937, alors qu'il dormait, il est assassiné d'un coup de feu par Ventura Sequeira, un beau-fils de 24 ans, dans un lieu connu comme l'estuaire La Cusuca, près d'El Rama.
Publié le 7 décembre dans le quotidien La Noticia de la ville de Managua, un communiqué officiel de la Garde Nationale du Nicaragua informa que « le bandit Pedro Altamirano fut assassiné le 29 novembre dans le lieu connu comme La Toboba, à El Rama, par des infiltrés de la Garde Nationale ».

## Legs et reconnaissances
Dans les rapports des Marines, il fut considéré comme « le plus sanguinaire » des chefs sandinistes. Parmi ses hommes, il était apprécié comme un « grand connaisseur des montagnes et amant des animaux » du nord et du centre du Nicaragua.
Il est reconnu par le peuple, le gouvernement et l'armée du Nicaragua.
Écoles, centres de santé et hôpitaux portent son nom :
- Hôpital départemental Pedro Altamirano à La Trinidad, Estelí ;
- Centre de santé Pedro Altamirano dans l’arrondissement V de la ville de Managua, déclaré « Ami de l'Enfance » par le Ministère de Santé et l'OPS ;
- Bataillon de lutte irrégulière Pedro Altamirano (1984-1990), formé par des jeunes recrues et commandé par des officiers de l'EPS ;
- Commandement d'opérations spéciales « Général de Division Pedro Altamirano », institué sous ce nom officiel par le mandat Nº 45 du 25 octobre 2010 ;
- Médaille « Honneur au Mérite Militaire Soldat de la Patrie », attribuée à titre posthume comme reconnaissance à son leg historique et patriotique, par le mandat Nº 1219 du 21 octobre 2011.

« Le Général de Division Pedro Altamirano [fut un] homme de principes moraux et patriotiques. Il se caractérisa par sa fidélité à la patrie, sa loyauté absolue au Général Sandino et sa discipline d'acier. Vaillant, prêt à se sacrifier sans limite, fraternel, digne et honnête. Son immense amour à la liberté, sa ferme décision à l'accomplissement de son devoir, son honneur, son extraordinaire patriotisme, anti-interventionniste et anti-impérialiste. Son exemple de lutte perdure au Nicaragua et tout spécialement dans l'Armée du Nicaragua. »